# نايل بينز
نايل بينز (بالإنجليزية: Niall Binns)‏ هو كاتب وشاعر بريطاني، ولد في 1965 في لندن في المملكة المتحدة.